# 防災番組
防災番組（ぼうさいばんぐみ）は、日本の放送局が防災に特化したテレビ番組やラジオ番組を指す。
特別番組として放送される場合には「防災特別番組」「防災特番」という名称が用いられている。

## 概要
過去に発生した災害を教訓に、災害への備えを伝える情報番組として放送されている（『ネットワーク1・17』〈MBSラジオ〉や『ライフサポーター あなたを守る防災ラジオ』〈福岡県内のラジオ局による共同制作番組〉など）。
民放テレビ局（BS放送を含む）では保険機構や損害保険会社、業界団体（全国労働者共済生活協同組合連合会や日本損害保険協会等）による一社提供として放送される番組も存在する。
防災特番を通常の報道番組・情報番組を当日とは別枠で放送、あるいは拡大して放送する局もある（『報道ランナー』〈関西テレビ〉など）。また、役所と共同制作して放送される番組も存在するほか、ミニ番組として放送する局もある。
毎年9月1日の防災の日や震災発災日等にはテレビとラジオでは防災特番が当日やその前後で放送されている。